# Edifici de l'Ajuntament (Puigverd de Lleida)
L'Edifici de l'Ajuntament és una casa consistorial de Puigverd de Lleida (Segrià) inclosa a l'Inventari del Patrimoni Arquitectònic de Catalunya.

## Descripció
Edifici en cantonera de planta baixa i dos pisos, amb la façana de composició senzilla i seriosa. Ventalls ben distribuïts. Planta baixa i punts estructurals de pedra. Distribuïda en forma de despatxos i aules, amb una escola normal, que més fa pensar en un habitatge que en un ajuntament.